# Queer as Folk (Regne Unit)
Queer as Folk és una sèrie de televisió britànica de 1999 que narra la vida de tres homes gais a Manchester, als voltants del Canal Sreet. Amdues temporades de la sèrie, Queer as Folk i Queer as Folk 2, foren escrites per Russell T. Davies, qui és també l'autor del drama de temàtica gai Bob and Rose.
Queer as Folk fou produïda per Red Production Company per a la cadena anglesa Channel 4, la qual havia mostrat prèviament la seua disposició cap al material sobre tema gay amb pel·lícules per a TV com Beautiful Thing, aquesta va tenir posteriorment una eixida cinematogràfica. El títol de la sèrie prové d'una expressió dialectal del nord d'Anglaterra, "there's nought -pronunciat 'nowt'- so queer as folk", que significa "res és tan estrany com la gent". També és un joc de paraules, ja que "queer" significa "marieta", a més a més d'"estrany". Davies l'havia titulat inicialment així, encara que gràcies al suggeriment dels executius de Channel 4 durant el període de desenvolupament i pre-producció se la coneixia com a Queer as Folk, abans que tornara al seu nom anterior.

## Personatges i trama
Els productors diuen que Queer as Folk, tot i ser una descripció realista encara que superficial de la vida urbana gay dels 1990, no és més que una fantasia, i que Stuart, Vince i Nathan són tant personatges com arquetips de gais.
Els personatges principals són Stuart Alan Jones (Aidan Gillen), que aparentment tracta de tenir sexe amb tots els homes al Gran Manchester (i té èxit), el seu amic de tota la vida Vince Tayler (Craig Kelly), al qual li agrada Stuart i té menys sort buscant homes, i finalment Nathan Maloney (Charlie Hunnam), que té 15 anys i és nou en l'escena gai, encara que no li falta confiança.
A Stuart, un executiu publicitari, se'l representa com algú que posseeix un poder intrínsec, capaç de doblegar qualsevol als seus desijos, se sent fins i tot capaç d'ejacular prematurament per a dissuadir Nathan de ser l'objecte de la seua veneració. La principal característica de Stuart és que fa el que vol. Fa esclatar el cotxe de la mare del seu amic (després que la mare faça alguna cosa particularment roïna al seu fill); convida a la companya de treball de Vince (aquesta és sent atreta per ell) a la festa d'aniversari de Vince, i allí li presenta al nuvi de Vince (per a fer que Vince l'odie i així Vince s'enamore del seu nuvi); i estavella un cotxe de prova al vestíbul d'un concessionari (quan el venedor fa un comentari homòfob).
Alguns dels personatges secundaris, com Hazel (mare de Vince) i Alexander, posseeixen certa profunditat que segons avança la trama, possibilita que Hazel acabe millor parat. Part de l'èxit de la sèrie és deu a la forma en què el guionista, deliberadament, deixa algunes coses en l'aire, permetent que la història continue al voltant d'elles.
En la segona temporada, el to es torna una mica més seriós i cada un dels personatges principals ha de prendre dures decisions respecte al seu propi futur. Però al final, tot ix bé: Nathan es converteix en el futur "rei" de Canal Street, mentre Vince aconsegueix anar-se'n amb el seu estimat Stuart(ja que aquest volia alguna ciutat més gran que Manchester i decideixen anar-se'n a Londres; però Vince el convenç d'anar-se'n a per alguna ciutat més gran), acaben inexplicablement ambdós a Amèrica.

## Resposta
La primera temporada de la sèrie va causar controvèrsia al Regne Unit perquè a molts conservadors els sorprengué la imatge d'un xiquet de 15 anys mantenint relacions homosexuals. El tractament explícit de les escenes de sexe també va causar controvèrsia; en particular el primer episodi, en el qual es representa una extensa escena de sexe amb masturbació, anilingu (o bes negre) i semen. De totes maneres, la primera temporada fou un èxit fulminant d'audiència, encara que 
es va passar en horari nocturn i de l'abandó del seu principal patrocinador Beck's.
L'enorme èxit de la primera temporada va dur a Channel 4 a produir una segona. Encara que Davies va intentar inicialment escriure una segona temporada completa, va decidir que no quedava molta història per contar, i va acabar la trama amb un especial per a TV de dos episodis, Queer as Folk 2 ('Same Men. New Tricks'), emesa el 2000. Aquesta volta, les escenes de sexe explícit foren pràcticament nul·les, una decisió aplaudida per la gent que prèviament les havia criticat.

## Spin-Offs i Remakes
Una spin-off, Misfits, fou encarregada per Channel 4. La sèrie hauria seguit la vida dels personatges Hazel, Alexander, Donna (que no aparegueren a la segona temporada degut a problemes d'agenda) i Bernard de la sèrie original, a l'hora que introduiria nous. Encara que Davies va escriure esbós de guió per a quatre episodis i la línia principal a seguir per a altres vint-i-dos, la sèrie fou cancel·lada abans d'arribar a preproducció, així com The Second Coming"", que fou més tard produïda i emesa per ITV1.
Com a resultat de la decisió de Channel 4, Davies rebutjà un acord per a fer una sèrie d'històries curtes basades en Queer as Folk, que es publicarien a la pàgina web de la cadena, i declarà que mai tornaria a treballar amb Channel 4
Gràcies a l'èxit de la versió britànica, el canal de cable estatunidenc Showtime realitzà una versió localitzada a Pittsburgh (Pennsilvània), sota el títol de Queer as Folk, ara bé desviant-se bastant de la trama original.
La versió estatunidenca fou criticada per fans de la versió britànica, que veien als actors massa glamurosos i pensaven que l'ambient de comèdia lleugera s'havia perdut. També se l'ha criticat per suavitzar els elements obscurs de la sèrie original; per exemple, Phil (Ted en la versió estatunidenca), que moria en un dels primers capítols de la sèrie original, no mor en la versió del Canadà i Estats Units, i Stuart (Brian en la versió dels EUA) canvia de la personificació del poder, a la personificació de només sexe. Justin té 17 anys en lloc de 15 com el Nathan de l'original. A més, la versió nord-americana remarca més els aspectes sexuals de la trama (incloent-hi nombroses escenes de sexe), en una aparent cerca d'espectadors.
Repetició: 
A l'Amèrica Llatina a través del canal argentí de cable I-SAT.
A Mèxic es va transmetre l'any 2002 per Oncetv de televisió oberta i recentment, en gener de 2008 per Canal 22.